# San Basilio (Ariano nel Polesine)
San Basilio è un piccolo centro abitato, frazione del comune di Ariano nel Polesine, situato al margine occidentale del delta del Po e del suo parco regionale. Pur se modesto per estensione territoriale e per numero di abitanti, in passato ricoprì una notevole importanza commerciale per la collocazione su una delle bocce di foce dell'originario Po e per essere affacciato al Mare Adriatico.
Le numerose campagne di scavo e i reperti in esse ritrovate ne fanno un centro di interesse archeologico, con un'area visitabile nei pressi della tenuta Forzello e un centro turistico e museale che coprono un periodo che va dall'istituzione dell'Etruria padana a quello tardo imperiale romano.
Inoltre, grazie anche all'utilizzo della Via Popilia in epoche successive, rimane a memoria dello scomparso litorale marino una duna fossile, parte di un sistema duneale che venne presumibilmente sbancato nei secoli sia da eventi atmosferici che per scopi agricoli, sulla quale si erge uno dei pochi esempi di architettura romanica rimasti nel Polesine, la chiesa di San Basilio.

## Galleria d'immagini

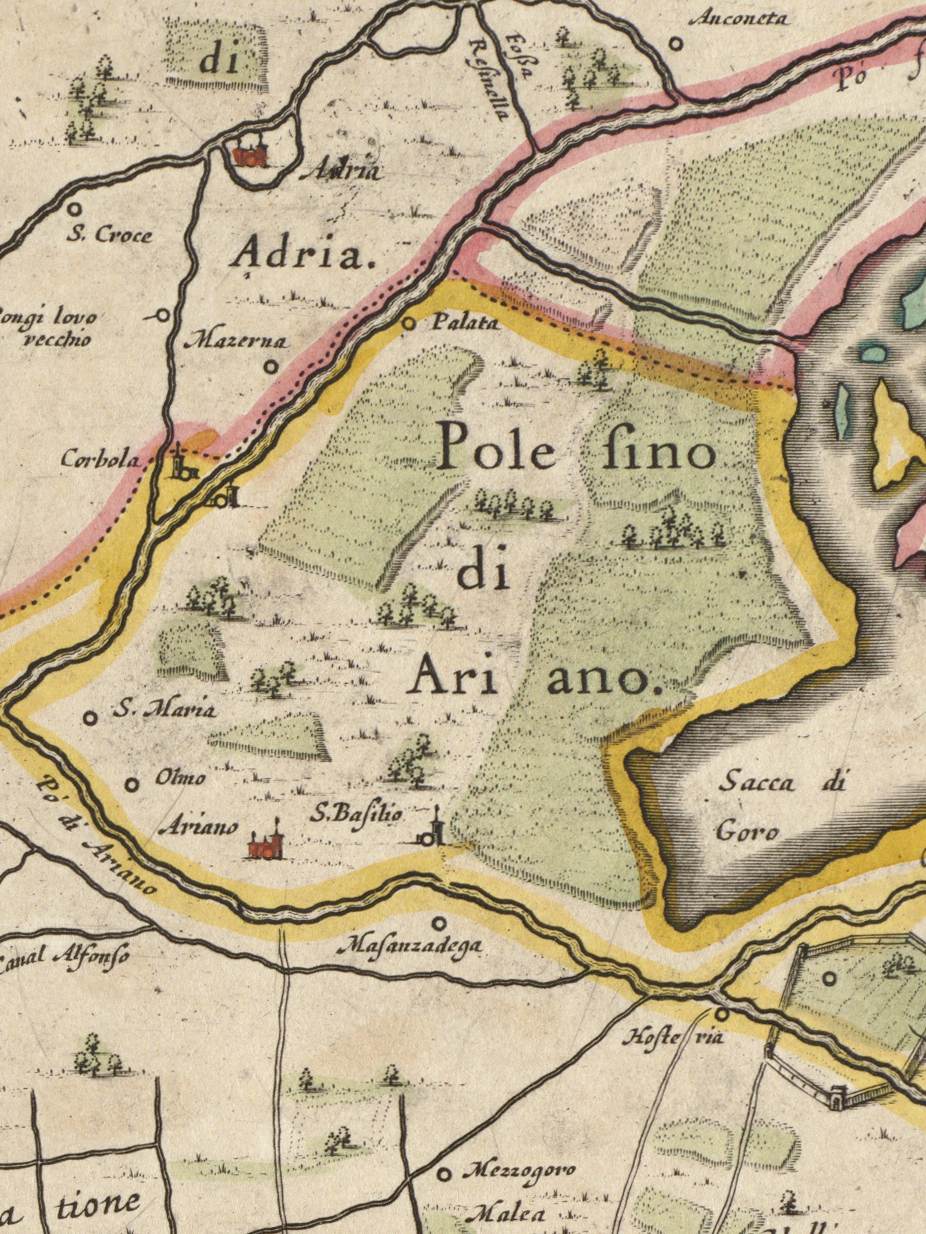
L'area dell'isola di Ariano, con San Basilio a sud e la linea che ricalca la costa e le dune fossili
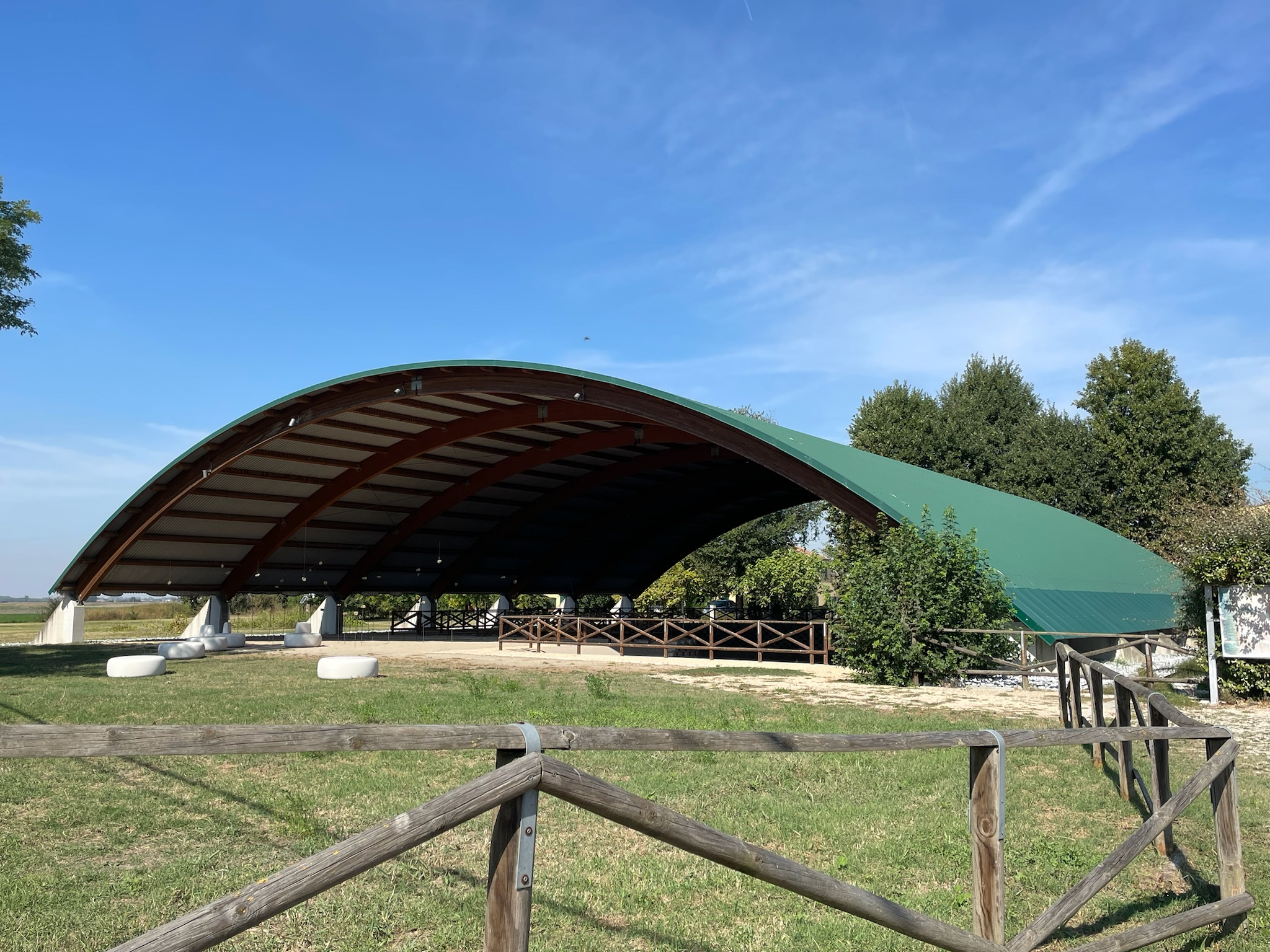
L'area visitabile nei pressi della tenuta Forzello
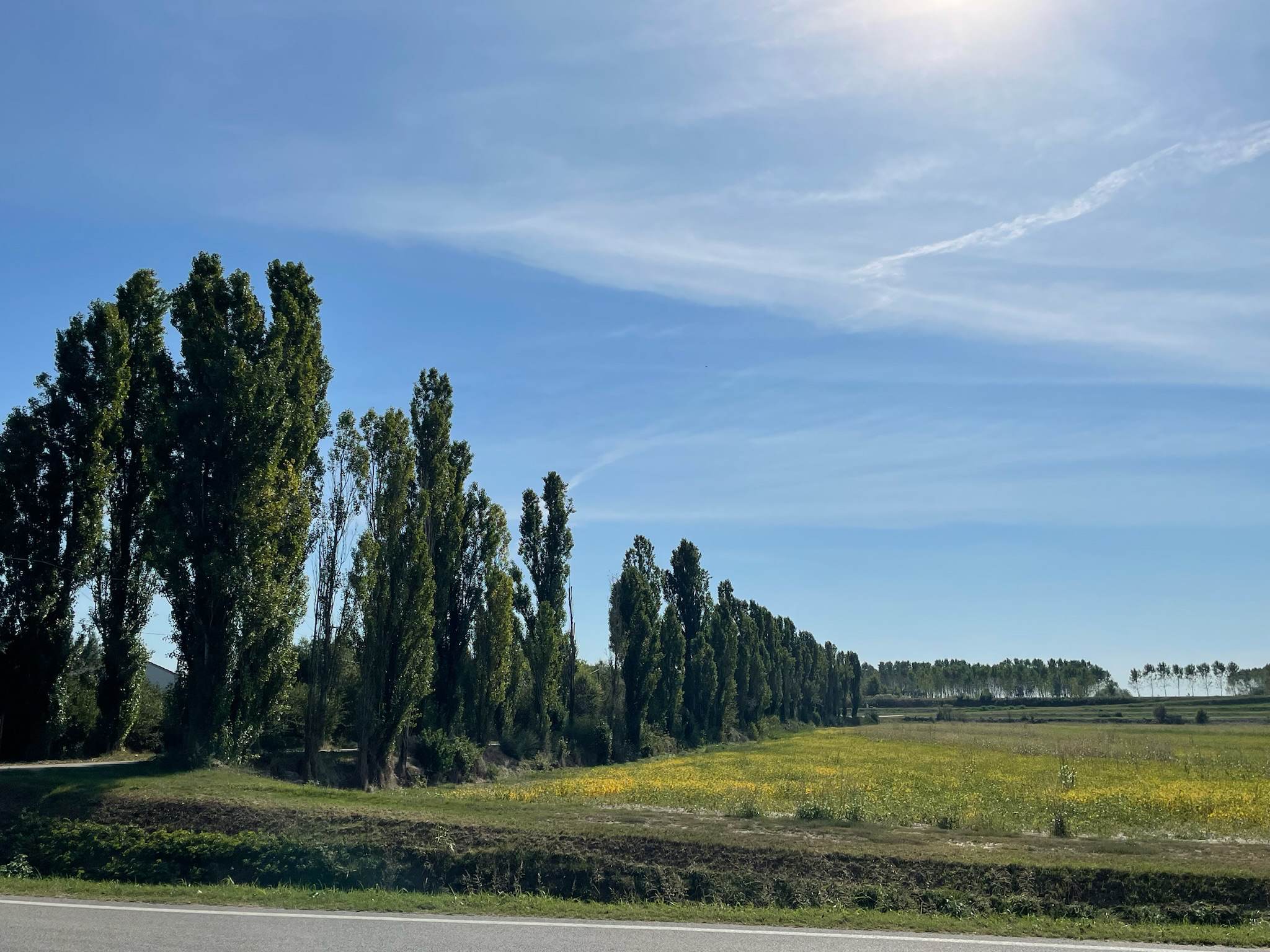
La strada che esce dall'abitato verso sud e verso l'argine del Po di Goro
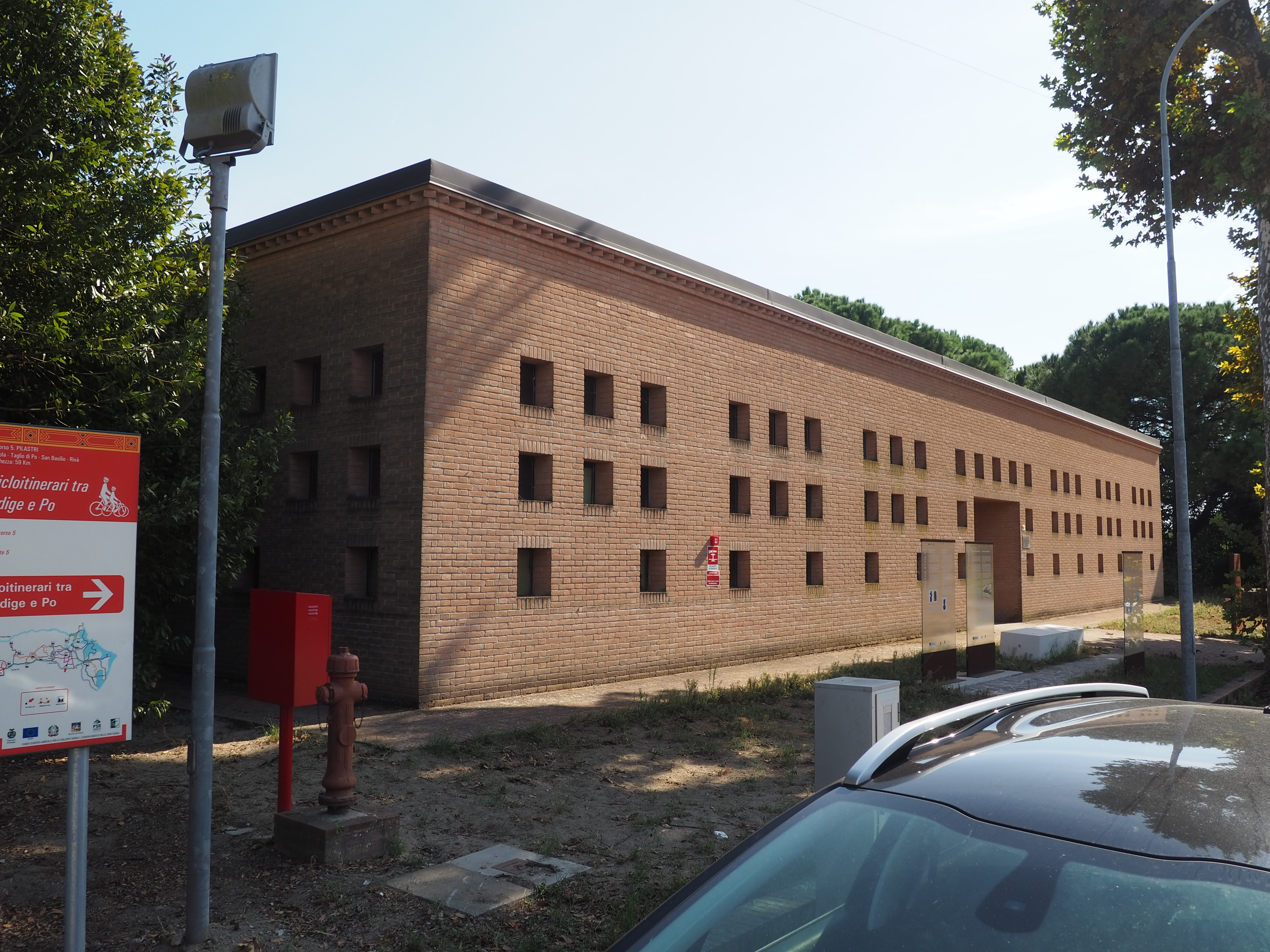
Il Centro Turistico Culturale di San Basilio